# Die Füchsin: Im goldenen Käfig
Im goldenen Käfig  ist ein deutscher Fernsehfilm von Sabine Derflinger aus dem Jahr 2019. Es handelt sich um die vierte Folge der ARD-Krimireihe Die Füchsin mit Lina Wendel und Karim Chérif in den Hauptrollen. Sie wurde am 10. Oktober 2019 erstmals ausgestrahlt.

## Handlung
Anne Fuchs begleitet ihren Geschäftspartner Youssef El Kilali zu einem Hennaabend seiner großen marokkanischen Familie. Bei ihren Sorgen um ihren Sohn ist ihr allerdings überhaupt nicht nach feiern zumute, doch auch die Braut macht auf sie einen sehr traurigen Eindruck. Damit nicht genug, werden die Feierlichkeiten plötzlich von einer Gruppe Schlägern gestört. Da der Vater des Bräutigams nicht die Polizei einschalten möchte, erhält Anne Fuchs den Auftrag herauszufinden, wer die Schläger waren und wer sie geschickt hatte. Youssef hat die Idee, beim ehemaligen Freund der Braut nachzufragen, weil er ihn für den Schuldigen hält, doch die beiden Detektive finden den Mann tot in seiner Wohnung vor. Kommissar Ralf Eisner ist wenig erfreut, wieder einmal am Tatort auf Anne Fuchs zu treffen, was für ihn bisher immer Komplikationen bedeutet hat.
Anne Fuchs würde gern mit der Braut Jamila Bassir sprechen, doch diese wird von ihrer Familie abgeschirmt und niemand darf zu ihr. Youssef soll sich etwas einfallen lassen, was ihm mit seinen Tricks auch gelingt. Sie entführen Jamila und verstecken sie vor ihren Brüdern. Erst jetzt erfährt die Braut, dass der Mann, den sie eigentlich liebt, ermordet wurde. Der Hochzeit hatte sie zustimmen müssen, weil sie Tobias Frahm, den Sohn eines Geschäftspartners ihres Vaters, heiraten sollte. Weil weder ihr noch ihrem eigentlichen Freund Patrick das gefiel, hatte Jamilas Onkel die Schläger auf Frahm gehetzt. Da aber Patricks Tod noch vor dem Übergriff erfolgt war, konnte der Mord kein direkter Racheakt Frahms gewesen sein. Von Jamila erfahren die Detektive, dass Patrick mit in Frahms Unternehmen tätig war und seit einiger Zeit dafür gekämpft hatte, dass ein Betriebsrat eingerichtet wird. Entsprechende Unterlagen dazu sind jedoch aus Patricks Wohnung verschwunden, insbesondere sein Rucksack fehlt. Jamila berichtet den beiden, dass Patrick zu ihr gesagt hätte, dass darin ihr Ticket für die Freiheit wäre, sodass sie Frahm nicht hätte heiraten müssen. In ihrer Verzweiflung beauftragt sie Anne Fuchs, die Mörder von Patrick zu finden, auch wenn möglicherweise ihre eigene Familie dahinter stecken sollte. Wahrscheinlicher ist es aber, dass bei Frahms Firma etwas im Argen liegt. Deshalb versuchen sie, als Leiharbeiter getarnt, dort etwas herauszufinden. Sehr schnell ist klar, dass die Angestellten hier hochgradig ausgebeutet werden. Niko, ein Freund und Arbeitskollege von Patrick, berichtet den beiden von einem Kontakt Patricks zu einem Mann von einem Metallunternehmen. Der Kontakt zu diesem Unbekannten findet sich schneller, als Fuchs und Youssef das erwartet hatten, denn Gerald Gruhn meldet sich selber bei ihnen. Er hatte Patrick ein Schriftstück übergeben, dass er nun zurückhaben möchte und deshalb die Detektive damit beauftragt, es zu finden. Angeblich handelt es sich dabei um einen alten Kreditvertrag, aber mehr erfahren die beiden zunächst nicht. Kurze Zeit später wird Gruhn ermordet in seinem Haus aufgefunden. Anne Fuchs kann über Kommissar Eisner in Erfahrung bringen, dass Gruhn ins Visier einer Ermittlungsgruppe geraten war, die sich mit Vereinigungskriminalität befasst. Das passt zu den Erkenntnissen, die Youssefs Nichte Saida über Gruhns Firma und dessen Finanzaktivitäten gesammelt hatte. Angeblich spendete er seinen kompletten Firmengewinn für wohltätige Zwecke. Bei genauerer Betrachtung handelt es sich dabei um kommunistische Organisationen, die weltweit agieren. So nutzt die Füchsin ihre alten Kontakte und lässt sich von Wolfgang Kröger, der früher für die Stasi und heute für das Innenministerium arbeitet, nähere Informationen über Gruhns Aktivitäten liefern. Und Fuchs mit ihrem Wissen über seine Vergangenheit lässt ihm auch keine andere Wahl. Kröger bestätigt die bisherigen Ermittlungsergebnisse über Gruhn. Mit dem Ende der DDR hatte er von der ehemaligen Regierung Gelder anvertraut bekommen, mit denen er seine heutige Firma aufbaute. Mit diesem Wissen allein kommen Anne und Youssef allerdings nicht weiter und so beschließen sie nach Patricks Rucksack zu suchen. Das gelingt, denn er hatte seine Sachen bei seinem Arbeitskollegen Niko versteckt. Hier finden sie den Kreditvertrag, von welchem Gruhn gesprochen hatte. Daraus geht hervor, wer alles damals ebenfalls Gelder aus dem DDR-Vermögen erhalten hatte, nämlich auch die Frahm-Firma. Um nun letztendlich den Täter überführen zu können, lässt Fuchs die Familien von  Jamila und Frahm zusammenrufen. Vor versammelter Mannschaft berichtet sie von ihren Ermittlungsergebnissen, sodass sich Bräutigam Tobias Frahm selber verrät. Patrick wollte ihn erpressen, damit er Jamila nicht heiraten sollte. Sein Vater hatte mit den ihm zur Verfügung gestellten Geldern nicht die internationale Arbeiterklasse unterstützt, wie es der damalige Kreditvertrag forderte, sondern die Gewinne für sich behalten. Das hätte Patrick an die Öffentlichkeit gebracht, bzw. er und sein Vater wären ihr Leben lang erpressbar gewesen, wenn Tobias ihn nicht gestoppt hätte. Da Gruhn von Patrick über die „Untreue“ der Frahm-Firma erfahren hatte, sah er auch in dem Mann eine Gefahr, dass das Familiengeheimnis bekannt werden könnte und brachte auch Gruhn zum Schweigen. Während Fuchs auf das Eintreffen der Polizei wartet, sticht Jamila plötzlich auf Tobias Frahm ein, sodass auch sie festgenommen werden muss.

## Nebenhandlung
Privat reißen die Probleme um ihren Sohn bei Anne Fuchs nicht ab. Trotz ihrer vielen Besuche und der Versuch vor Gericht ihm zu helfen, erreicht sie damit das ganze Gegenteil. Er lehnt sie weiterhin ab und ihre Falschaussage, die ihm eigentlich nutzen sollte, bringt ihm nun einen klaren Schuldspruch und eine lebenslange Haftstrafe ein. Anne ist verzweifelt, denn nun hat sie ihren Sohn zum zweiten Mal verloren.

## Hintergrund
Die Dreharbeiten erfolgten vom 15. Januar bis zum 10. April 2019 in Köln sowie in Düsseldorf und Umgebung.

## Rezeption

### Einschaltquote
Die Erstausstrahlung von Die Füchsin – Im goldenen Käfig  am 10. Oktober 2019 im Ersten erreichte 4,64 Millionen Zuschauer und einen Marktanteil von 16,0 Prozent.

### Kritik
Thomas Gehringer meinte auf tittelbach.tv: „Die Reihe lebt von ihren sympathischen, wandlungsfähigen Figuren, entwickelt sich aber immer stärker hin zu einer vorwiegend leichten Krimi-Komödie mit mäßig spannenden Fällen. Deutsch-deutsche Vergangenheit und das Thema allgegenwärtiger Überwachung treten als eigenständige, ernsthafte Motive zurück und haben, so scheint es, nur noch die Funktion, die Krimi-Handlung voranzutreiben. Erkennbar ist das Bemühen, der Vielfalt der Gesellschaft Rechnung zu tragen.“
Die Kritiker der Fernsehzeitschrift TV Spielfilm gaben dieser Folge kommentarlos den „Daumen nach oben“.
Harald Keller wertete in der Frankfurter Rundschau: „Zu den Qualitäten der Reihe gehört weiterhin die Balance zwischen Tragik und Komik.“ Dagegen „tritt die Figur des brummigen Kommissars Eisner in Erscheinung, die von der Anlage im Drehbuch her wie in der Darstellung durch Robert Dölle öfter als nötig zur Karikatur verkommt. Hoffnung gibt eine schöne Szene, in der der den Hobbykriminalisten wenig wohlgesonnene Eisner Mitgefühl für Fuchs entwickelt und ihr in einem für sie sehr untypischen schwachen Moment die starke Schulter bietet. Wenn Eisner nicht fortwährend auf den Part des augenrollenden Griesgrams reduziert würde, sondern individuelle Eigenschaften und vielfältigere Gefühle zugemessen bekäme, böte die Figur ergiebiges dramatisches Potenzial.“